# 圣维斯特尔新城和维勒沃特
圣维斯特尔新城和维勒沃特（法語：Villeneuve-Saint-Vistre-et-Villevotte，法語發音：[vilnœv sɛ̃ vistʁ e vilvɔt]）是法国马恩省的一个市镇，位于该省西南部，属于埃佩尔奈区。该市镇于1844年由原市镇圣维斯特尔新城（Villeneuve-Saint-Vistre）和维勒沃特（Villevotte）合并而成。

## 地理
圣维斯特尔新城和维勒沃特（48°38'2"N, 3°45'35"E）面积9.51 平方千米，位于法国大東部大區马恩省，该省份为法国东北部内陆省份，北起阿登省，西北接埃纳省，西南接塞纳-马恩省，南至奥布省，东南接上马恩省，东临默兹省。
与圣维斯特尔新城和维勒沃特接壤的市镇（或旧市镇、城区）包括：克德、阿勒芒什-洛奈和苏瓦耶、巴博讷-法耶勒、拉沙佩勒拉松、圣康坦勒韦尔热。

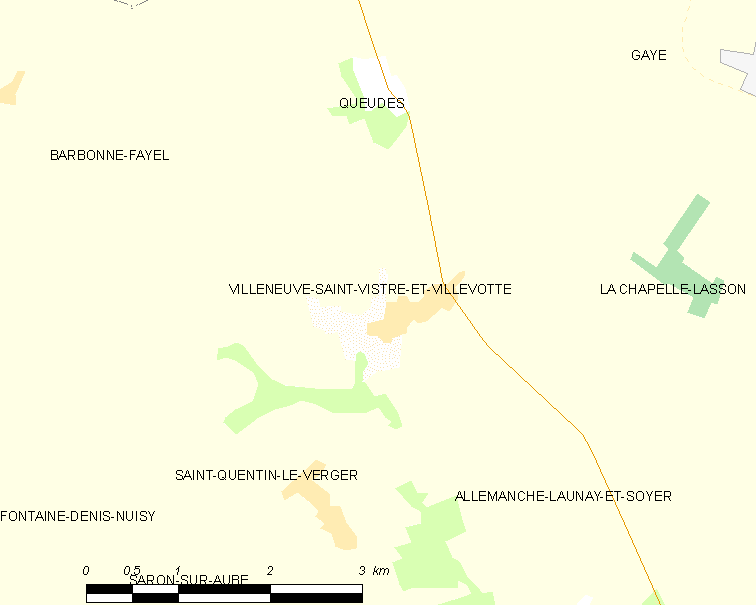
圣维斯特尔新城和维勒沃特的OSM定位图

圣维斯特尔新城和维勒沃特的时区为UTC+01:00、UTC+02:00（夏令时）。

## 行政
圣维斯特尔新城和维勒沃特的邮政编码为51120，INSEE市镇编码为51628。

## 政治
圣维斯特尔新城和维勒沃特所属的省级选区为塞扎讷-布里-香槟县。

## 人口

1962-2008年间圣维斯特尔新城和维勒沃特人口变化图示

圣维斯特尔新城和维勒沃特于2022年1月1日时的人口数量为121人。